# Roberto Segura
Roberto Segura Monje (Badalona, Barcelona, 14 de febrero de 1927- Premiá de Mar, Barcelona, 4 de diciembre de 2008) fue un guionista y dibujante de historietas español, perteneciente a la segunda generación o generación del 57 de la Escuela Bruguera, junto a autores como Figueras, Gin, Ibáñez, Nadal, Raf, Martz Schmidt o Vázquez.

## Biografía

### Infancia y juventud
Roberto Segura estudió en el colegio Badalonés, de Badalona. Aprendió a pintar de su padre, matriculándose a los catorce años en la Lonja y en la Escuela de Artes y Oficios de Barcelona.
En 1949 obtuvo el segundo premio de la Exposición de Bellas Artes de Badalona. Realizó el servicio militar en Barcelona junto al dibujante Jorge Bosch Penalva y Pedro Gironella y en 1950 empezó a publicar en la revista Antorcha, portavoz de la Agrupación de Intendencia n.º 4 de Barcelona, y luego en el suplemento A todo color del diario barcelonés La Prensa. Entró a trabajar más tarde en los Estudios Macián, dibujando fondos e intercalaciones para películas de animación, al tiempo que enviaba sus primeras muestras a las revistas de Ediciones Cliper.

### Madurez
Entre febrero y marzo de 1957 y a través de la agencia Creaciones Editoriales, firmó un contrato en exclusiva con Editorial Bruguera, dibujando sus primeras portadas en color y especializándose en series costumbristas. Ese primer año creó dos series en esa línea: 
- En Pulgarcito a finales de 1957 (en 1968 pasaría a publicarse en Din Dan),[8] Rigoberto Picaporte, solterón de mucho porte. Rigoberto Picaporte es la historia de las desventuras de un solterón (como lo fue Roberto Segura), al que acompañaba toda una cohorte de personajes secundarios que son reflejo de la sociedad española de la época.
- En El DDT, Los esposos Rebóllez, sobre la vida de un matrimonio de clase media.

En 1959 una versión remozada de esta serie empezó a publicarse en las páginas de Tío Vivo (tras un breve paso por el Suplemento de historietas del DDT), con el título de Los señores de Alcorcón y el holgazán de Pepón. La galería de personajes se enriquecía con la aparición de Pepón, hermano de la señora de Alcorcón y caracterizado por su holgazanería a ultranza.
También para El DDT (en alternancia con Jordi Buxadé) en 1967 y para Tío Vivo a partir de 1968, Segura recuperó una serie de tema naval que había creado en 1955 para la revista Juguetitos, El capitán Serafín y el grumete Diabolín, con ciertas semejanzas con la serie El botones Sacarino de Francisco Ibáñez. Otras series destacadas de Segura fueron Laurita Bombón, secretaria de dirección (1963), La panda (1969) y Pepe Barrena (1969).

### Últimos años
En los años ochenta, el declive económico de Bruguera, le lleva, igual que a otros compañeros suyos como Escobar, Ibáñez y Raf, a probar fortuna con una nueva revista, Guai! (1986), publicada por la Editorial Grijalbo, para la que dibuja Los Muchamarcha's, otra serie de pandillas juveniles.
Roberto Segura falleció el 4 de diciembre de 2008 en la localidad de Premiá de Mar, donde residía desde hacía muchos años.

## Estilo
En la producción de Segura predominan las historietas de tipo costumbrista, que satirizan la realidad española de los 60 y 70. Destacan también sus personajes juveniles (La panda) y las series dedicadas al público femenino (Lily y Gina, en las cabeceras homónimas; Maritina, chica de la oficina, en Can Can y en Lily; Piluca, niña moderna, en las revistas Sissi y Blanca desde 1959; y Marilú, en la revista de información musical de Bruguera, Fans, desde 1965).
Desde el principio, Segura aplicó en ellas un estilo más suelto y menos contorneado que el de sus predecesores de la Escuela Bruguera. Antoni Guiral ha caracterizado así su personal estilo:

Segura es, en efecto, ese dibujo directo y expresivo, casi frenético, que llama la atención por su frescura y por la energía del trazo; también, es un observador que plasma en viñetas las tipologías esenciales del teatro de la vida, que retrata a los habitantes de pueblos y ciudades de un plumazo, conservando su caracterología o, mejor dicho, caricaturizándola y, por tanto, exprimiendo su esencia.

Cabe destacar también su faceta como acuarelista, que solía cultivar con un grupo de amigos en Premiá de Mar.

## Obra

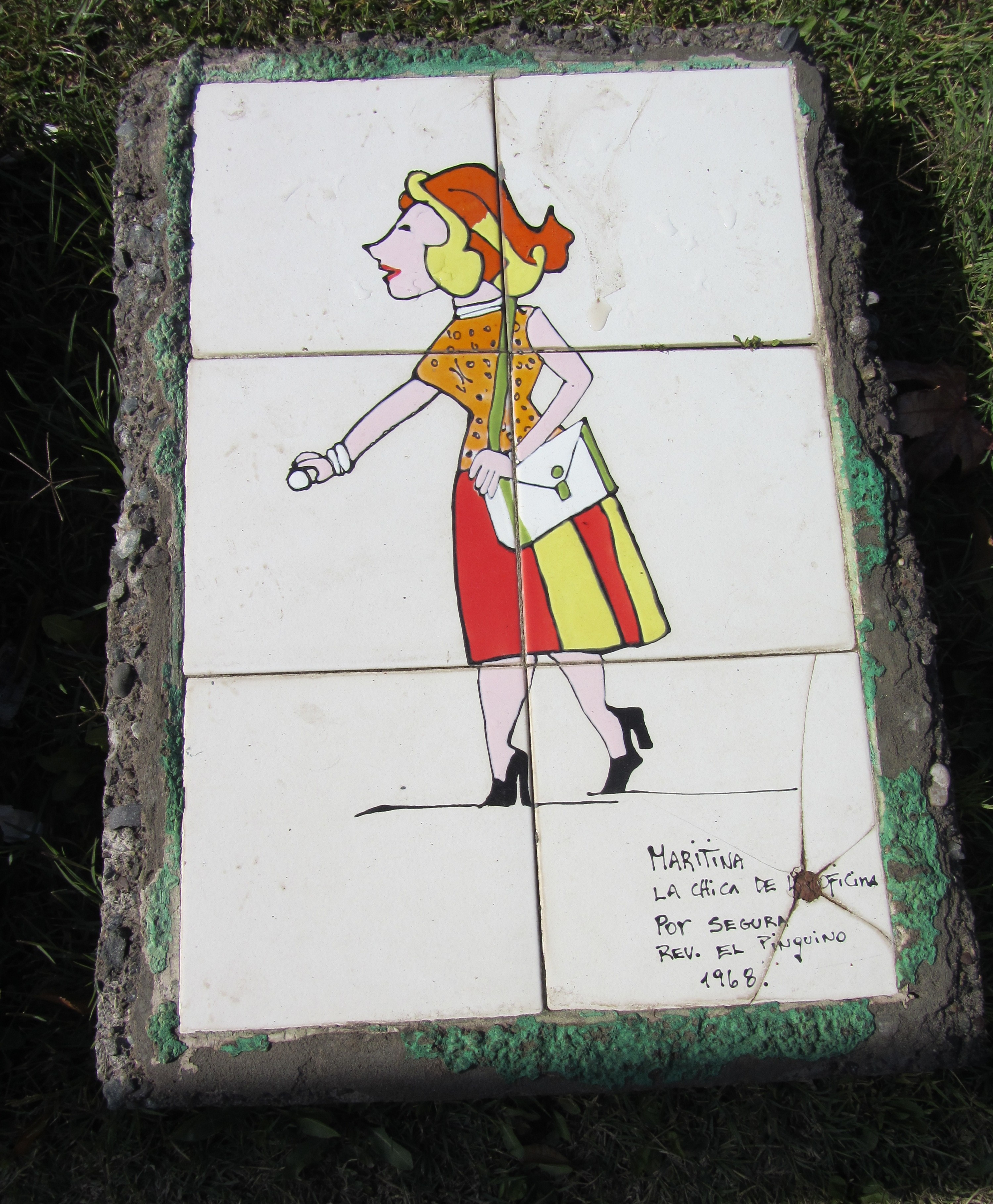
Maritina la chica de la oficina, personaje de Segura para la revista chilena El Pingüino, 1968. Parque del Cómic de San Miguel.

| Años | Título                                                     | Guionista                     | Tipo                 | Publicación                                                             |
| ---- | ---------------------------------------------------------- | ----------------------------- | -------------------- | ----------------------------------------------------------------------- |
| 1951 | Polita                                                     |                               | Serie                | Lupita                                                                  |
| 1957 | Las aleluyas de Pinocho                                    |                               | Serie                | Pinocho                                                                 |
| 1957 | Humor sideral                                              |                               | Serie                | Futuro                                                                  |
| 1957 | Rebóllez y señora                                          |                               | Serie                | El DDT                                                                  |
| 1957 | Rigoberto Picaporte, solterón de mucha porte               |                               | Serie                | Pulgarcito, El DDT, Din Dan                                             |
| 1958 | Maritina, la chica de la oficina                           |                               | Serie                | Can Can, Sissi                                                          |
| 1959 | Los Señores de Alcorcón y el holgazán de Pepón             |                               | Serie                | Ven y Ven, Tío Vivo                                                     |
| 1959 | Las chicas de Segura                                       |                               | Serie                | Can Can                                                                 |
| 1961 | Piluca, niña moderna                                       |                               | Serie                | Blanca                                                                  |
| 1959 | Tere Mary y Pura                                           |                               | Serie                | Sissi                                                                   |
| 1960 | Nicasso                                                    |                               | Serie                | El Campeón de las Historietas                                           |
| 1961 | Sportín                                                    |                               | Serie                | El Campeón de las Historietas                                           |
| 1970 | Lily                                                       |                               | Serie                | Lily                                                                    |
| 1963 | La Alegre Pandilla                                         |                               | Serie                | Marisol, Mundo Juvenil                                                  |
| 1968 | El Capitán Serafín y su grumete Diabolín                   |                               | Serie                | Din Dan, El DDT                                                         |
| 196? | Laurita Bombón, secretaria de dirección                    |                               | Serie                | Lily                                                                    |
| 1965 | Marilú                                                     |                               | Serie                | Fans                                                                    |
| 1968 | Maritina la chica de la oficina                            |                               | Serie                | El Pingüino                                                             |
| 1969 | La Panda                                                   | Roberto Segura, Andreu Martín | Serie                | Gran Pulgarcito, Super Pulgarcito, etc.                                 |
| 1969 | Pepe Barrena                                               | Roberto Segura, Andreu Martín | Serie                | Gran Pulgarcito, Mortadelo, Super Mortadelo                             |
| 1978 | Gina                                                       |                               | Serie                | Gina                                                                    |
| 1979 | Agencia el Penúltimo Viaje                                 |                               | Serie                | Gina                                                                    |
| 1986 | Los Muchamarcha's                                          |                               | Serie                | Guai! y Mortadelo Extra de Ediciones B (reedición e historietas nuevas) |
| 1991 | Don Roge y doña Lisistrata, que con sus hijos mete la pata |                               | Serie                | TBO                                                                     |
| 1998 | Cien cómics con aspirina                                   |                               | Monografía colectiva | Química Farmacéutica Bayer                                              |